# Stadhouderskade 100-101
Het complex Stadhouderskade 100-101 betreft een bedrijfspand met bovenwoningen, dat gelegen is aan de Stadhouderskade, de zuidoever van de Singelgracht in Amsterdam-Zuid, De Pijp. Het is verbonden met de Tweede Jacob van Campenstraat 145-147.
Op deze plaats heeft waarschijnlijk tot 1907 een woonhuis gestaan. Het is onbekend wat daarmee gebeurd is. In februari 1907 kwam echter nieuws dat de architecten Alphonsus Maria Leonardus Aloysius Jacot en Willem Oldewelt voor deze plek een garagebedrijf met bovenwoningen hebben ontworpen voor de Automobiel Import Maatschappij voorheen M.W. Aertnys. Het gebouw werd werkelijk uit de grond gestampt, want in februari 1907 waren de tekeningen nog geëxposeerd, terwijl men hoopte in april 1907 open te gaan. Er werd een showroom, een atelier, een herstelplaats maar ook een garage ingericht. Vanuit hier zouden voorlopig Darracq-auto’s verkocht worden vanuit Darracq Palace. In 1916 trok Tasche & Co Automobielen in het pand en gaf er een nieuwe naam aan Wolseley Palace. Die groeide snel uit jaar jas en moest in 1923 alweer verhuizen, in dit geval naar Stadhouderskade 142. Vervolgens kreeg Jan Kuijt de opdracht om het bedrijfsgedeelte te verbouwen tot confectiefabriek. Die heeft er slechts enkele jaren gebruik van kunnen maken, want in de jaren dertig kwam hier de Hupmobile-vertegenwoordiger (weer auto's). Ook daarna zat er in de firma Kimman nog een autohandelaar in het gebouw gevestigd. Deze voerde zijn bedrijf hier uit van de jaren veertig tot de late jaren tachtig. In de late jaren negentig vestigt zich hier Albert Heijn, die niet kon wachten tot de oplevering van het complex aan het Marie Heinekenplein.
Het gebouw wijkt zeer af van de belendende gebouwen. Voor wat betreft architectuur is duidelijk te zien dat het pand uit later datum stamt dan de omringende gebouwen. Vooral de lichte kleur en de asymmetrie vallen hier op. Het heeft de karakteristieken van de Um 1800 Bewegung.
Oost ·
160 ·
158 ·
157 ·
156 ·
155 ·
151-154 ·
149-150 ·
145-146 ·
142-144 ·
140-141 ·
137-139 ·
135-136 ·
130-134 ·
129 ·
128 ·
125-127 ·
123-124 ·
116-122 ·
115 ·
110-113 ·
100-101 ·
97 ·
95-96 ·
93-94 ·
92 ·
91 ·
89-90 ·
87-88 ·
86 ·
85 ·
84 ·
82-83 ·
78-79 ·
77 ·
Heineken Brouwerij ·
74 ·
72-73 ·
69-70 ·
68 ·
67 ·
65-66 ·
64 ·
62-63 ·
60-60a ·
58-59 ·
56-57 ·
Willemshuis ·
Van Nispenhuis ·
Kapel van Sint Josephs Gezellen-Vereeniging ·
54 ·
52-53 ·
47-49 ·
Carel Willinkplantsoen ·
Polderhuis ·
Ruysdaelkade 2-4 ·
Judith Leysterbrug ·
42 (Rijksmuseum) ·
40-41 ·
31-35 ·
30 ·
29 ·
Park Centraal Amsterdam ·
Stedemaagd (Vondelpark) ·
Byzantium ·
Koepelkerk ·
12 (Marriott) ·
Persilhuis ·
7 ·
5 ·
3 ·
1 ·
West